# Jubilee line
Jubilee Line é uma linha do Metropolitano de Londres. Inaugurada em 1979, é a linha mais nova na rede, embora algumas seções dos trilhos datem de 1932 e algumas estações de 1879. A sua extremidade ocidental para além de Baker Street era anteriormente o ramo de Stanmore da Bakerloo line, enquanto a nova construção foi concluída em duas seções principais: inicialmente em 1979 para Charing Cross no centro de Londres; depois estendida em 1999 com a Extensão da Jubilee Line para Stratford no leste de Londres. As estações posteriores são maiores e têm características especiais de segurança, sendo ambos os aspectos tentativas para a prova de futuro da linha. Após a extensão para o leste de Londres, servindo áreas anteriormente mal conectadas ao metrô, a linha tem visto um enorme crescimento no número de passageiros e é atualmente a terceira mais movimentada da rede, com mais de 213 milhões de passageiros por ano. A Jubilee line é de cor prata / cinza no mapa do metropolitano, para marcar o Jubileu de Prata de Elizabeth II após o qual a linha foi nomeada.
Entre Finchley Road e Wembley Park, a Jubilee line compartilha sua rota com o Metropolitan line e a Chiltern Main Line. Entre Canning Town e Stratford, a linha corre paralela ao ramo Stratford International da Docklands Light Railway.

## Estações

- Stanmore
- Canons Park
- Queensbury
- Kingsbury
- Wembley Park
- Neasden
- Dollis Hill
- Willesden Green
- Kilburn
- West Hampstead
- Finchley Road
- Swiss Cottage
- St. John's Wood
- Baker Street
- Bond Street
- Green Park
- Westminster
- Waterloo
- Southwark
- London Bridge
- Bermondsey
- Canada Water
- Canary Wharf
- North Greenwich
- Canning Town
- West Ham
- Stratford

### Antiga Estação
- Charing Cross